# Даиров, Алюбай
Алюбай Даиров (7 ноября 1927 — 29 сентября 1977) — передовик советского сельского хозяйства, бригадир Бишкульского райспецхозобъединения Северо-Казахстанской области Казахской ССР, Герой Социалистического Труда (1976). Член КПСС.

## Биография
Родился 7 ноября 1927 года в ауле Бейнеткорск Петропавловского уезда Акмолинской губернии (ныне — упраздненный аул Шолак-Дощан Аккайынского района Северо-Казахстанской области Казахстана). По национальности — казах.
В 1941 году вместе с семьёй переехал в село Шаховское (ныне — Кызылжарский район, Северо-Казахстанская область). С того же года начал работать рабочим в местном откормсовхозе «Шаховское». В дальнейшем выучился на тракториста. В 1952 году на комбайне «Сталинец-1» намолотил 6508 центнеров зерновых культур. За что был награждён орденом Трудового Красного Знамени.
С 1956 года работал бригадиром тракторно-полеводческой бригады в том же откормсовхозе, затем в течение четырёх лет занимал должность заведующего машинно-тракторной мастерской. В 1964 году вновь возглавил тракторно-полеводческую бригаду в совхозе. За успешное выполнение плана пятилеток в 1971 году был награждён орденом «Знак Почёта», а в 1972 году был награждён орденом Ленина.
Указом Президиума Верховного Совета СССР от 24 декабря 1976 года за выдающиеся успехи, достигнутые во Всесоюзном социалистическом соревновании, проявленную трудовую доблесть в выполнении планов и социалистических обязательств по увеличению производства и продажи государству зерна и других сельскохозяйственных продуктов в 1976 году Алюбаю Даирову было присвоено звание Героя Социалистического Труда с вручением ордена Ленина и золотой медали «Серп и Молот».
Избирался депутатом в местные Советы депутатов трудящихся, так же был членом президиума областного совета профсоюзов.
Проживал в Бишкульском районе (Северо-Казахстанская область).
Скончался 29 сентября 1977 года после тяжёлой болезни. Похоронен на мусульманском кладбище села Шаховское Кызылжарского района.

## Награды
- Медаль «Серп и молот» (24 декабря 1976 — № 18663)[1];
- 2 ордена Ленина (13 декабря 1972 и 4 декабря 1976— № 426036)[1];
- Орден Трудового Красного Знамени (25 июля 1952)[1];
- Орден «Знак Почёта» (8 апреля 1971)[1];
- также ряд других медалей[1];
- Заслуженный работник сельского хозяйства Казахской ССР (1974)[1].